# Elon Musk Tesla Roadstere
Elon Musk Tesla Roadstere a Tesla, Inc (korábban Tesla Motors) első generációs elektromos meghajtású gépkocsija, amelyet 2018. február 6-án a Space Exploration Technologies (SpaceX) cég Falcon Heavy rakétájával fellőttek a világűrbe. A rakéta a Kennedy Űrközpont 39A. jelű indítóállásáról startolt, ahonnan korábban az Apollo-program rakétái is felszálltak. A rakéta indításakor ott volt Edwin „Buzz” Aldrin, az Apollo–11 pilótája is. A SpaceX alapítójának, Elon Musknak sportkocsijában az űrruhába öltöztetett Starman nevű bábu ült. A hangszórókból David Bowie Life on Mars? című száma szólt. A központi kijelző helyén, a legfeltűnőbb helyen pedig a "Don't Panic", (Ne ess pánikba!) felirat foglal helyet. Az autó alatt egy plaketten a SpaceX 6000 dolgozójának neve szerepel belegravírozva a táblácskába. Elon Musk fiatalkora óta rajong a Galaxis útikalauz stopposoknak című regénysorozatért. A könyvborítón szerepel a "Don't Panic!" felirat, ami végül az autó műszerfalára került.  
Miután a Roadster pályájára állt az űrben, a NASA 2018-017A néven felvette a Nap körül keringő objektumok közé.

Animáció a Tesla Roadster útjáról a Naprendszerben.

A Tesla 2018. november 9-én került legmesszebbre a Naptól. A 294 644 356 kilométeres távolság percenként 15 kilométerrel növekszik. Pályája a Mars felé tart, pontosabban a Jupiter és a Mars közötti aszteroidaöv felé, melyet másfél év múlva fog elérni.

## Története

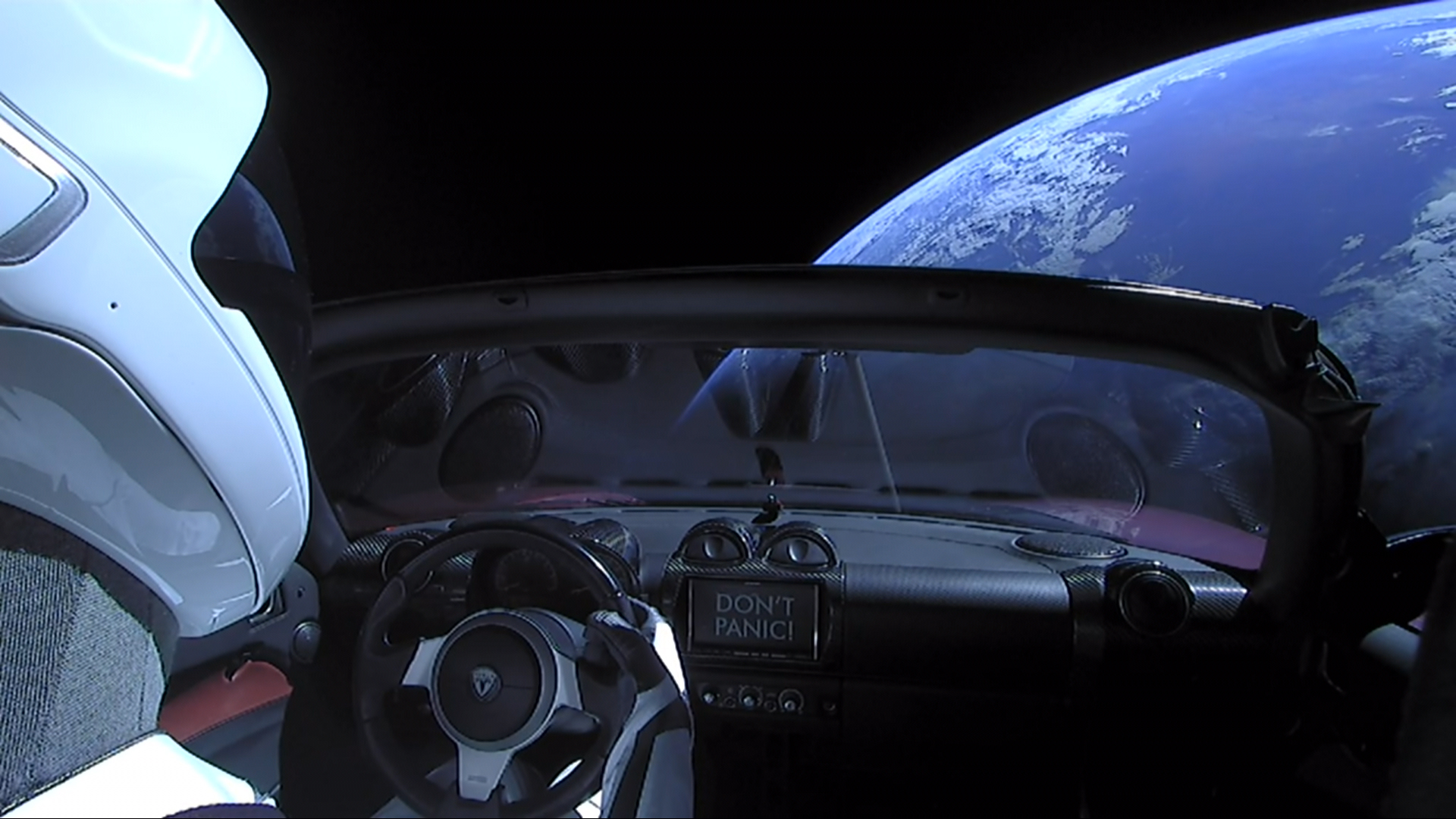
A Tesla Roadster az űrben

A Falcon Heavy a SpaceX nehézrakétája, amely 3 Falcon 9 rakétára épül és melynek tesztelését már évek óta halasztgatták. A legerősebb teherűrhajó, amit eddig készítettek, és ami a legolcsóbban tudja szállítani az emberi és teherrakományokat, 2017 decemberére már majdnem teljesen készen állt a repülésre. Ekkor derült ki az is, hogy Musk a szokásos ballasztsúlyok helyett a saját Tesla Roadsterét küldené ki az űrbe.
Az autót a földi baktériumok ellen - állítólag csak részben - sterilizálták, ezért a fellövés és a pályára állás után egyes tudósok aggodalmukat fejezték ki arról, hogy a Tesla megfertőzheti a Mars bolygót. Ez az aggodalom azonban fölöslegesnek bizonyult, miután a Tesla sohasem fogja érinteni a Mars légkörét.

### A Tesla Roadster jellemzői

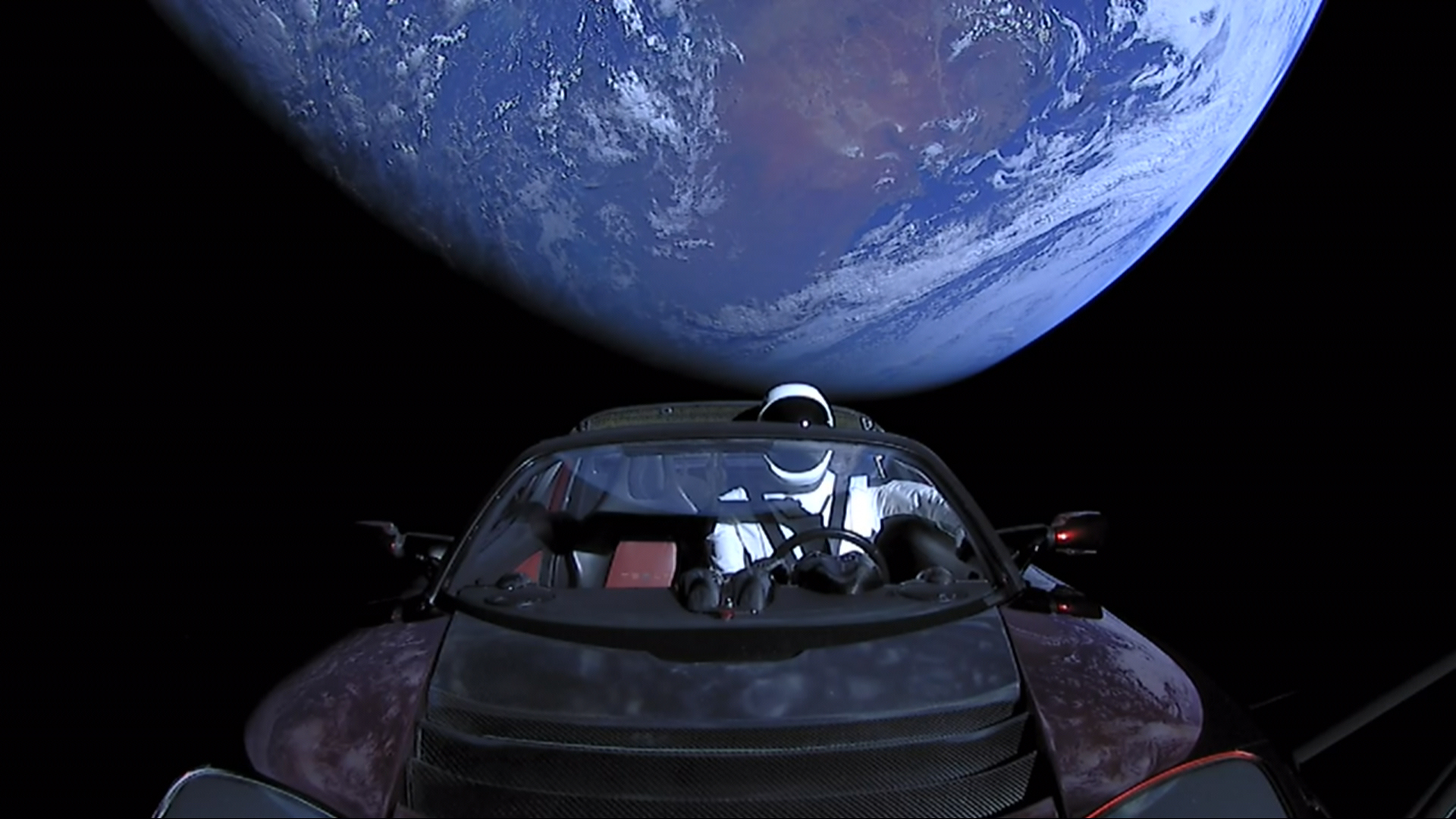
A volánnál Starman ül.

A Tesla Roadster tervezett Nap körüli pályája

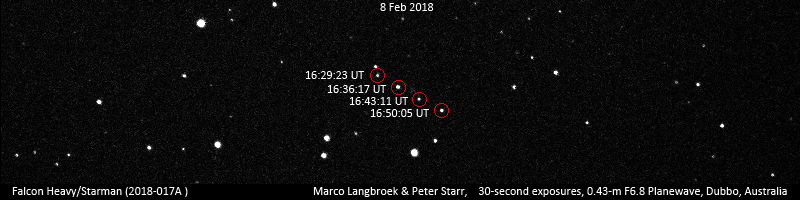
A Falcon Heavy /Starman (2018-017A) objektum útja a világűrben

A rakéta tetején elhelyezkedő meggypiros sportautó egy első generációs Tesla sportkocsi, amely 2008 és 2012 között épülhetett. Alváztechnológiája egy Lotus Elise alapjaira épült, de a benzines meghajtás helyett 100%-ban elektromos hajtást kapott. Teljesen feltöltve 400 kilométert lehet autózni vele. Az űrbe való kiküldetésére természetesen teljesen "kibelezték" az autót, a belsejében más értékes dolgok foglalnak helyet.

### A Tesla Roadster utasa
Az autóban a Starman nevű bábu foglal helyet, nevét David Bowie ihlette. Űrruháját, mely a SpaceX saját fejlesztésű szkafandere, majdan az űrhajósok fogják viselni holdutazásaik során.

### Made on Earth by humans
A felirat a földönkívülieknek szól, ha a Tesla útja során találkozna idegen civilizációk képviselőivel.
Az autó magával viszi Elon Musk titkos rakományát is, ami egy új típusú adathordozón a kaliforniai Arch Mission Foundation által készített arch-on foglal helyet. Az AMF célja, hogy megreformálja az adattárolást, ez a kis adathordozó is mindössze pénzérme nagyságú kvarcból csiszolt kristálykorong. A kis korong 360 terabyte tárolókapacitással rendelkezik. Az 5D-s adathordozón Isaac Asimov Alapítvány trilógiája foglal helyet.